# Kazuhiko Yamaguchi
Kazuhiko Yamaguchi (山口和彦, Yamaguchi Kazuhiko), né le 5 février 1937, est un réalisateur et scénariste japonais.

## Biographie
Originaire de la préfecture de Nagano, Kazuhiko Yamaguchi est diplômé de l'université Waseda et commence à travailler aux studios Toei à Kyoto. Il a dirigé plusieurs séries de films d'action dans les années 1970 ainsi que de nombreux téléfilms.

## Filmographie partielle
- 1970 : Zubekō banchō: Yume wa yoru hiraku (ずべ公番長 夢は夜ひらく?)
- 1970 : Zubekō banchō: Tōkyō nagaremono (ずべ公番長 東京流れ者?)
- 1971 : Zubekō banchō: Hamagure kazoe uta (ずべ公番長 はまぐれ数え唄?)
- 1971 : Zubekō banchō: Zange no neuchi mo nai (ずべ公番長 ざんげの値打もない?)
- 1971 : Troops of Darkness (悪の親衛隊, Aku no shin eitai?)
- 1972 : Ginchō wataridori (銀蝶渡り鳥?)
- 1972 : Ginchō nagaremono: Mesuneko bakuchi (銀蝶流れ者 牝猫博奕?)
- 1974 : La Karatigresse aux mains d'acier (女必殺拳, Onna hissatsu ken?)[3]
- 1974 : Sister Street Fighter: Hanging by a Thread (女必殺拳 危機一髪, Onna hissatsu: Ken kiki ippatsu?)
- 1975 : The Return of the Sister Street Fighter (帰って来た女必殺拳, Kaettekita onna hissatsu ken?)
- 1975 : Champion of Death (けんか空手 極真拳, Kenka karate: Kyokushinken?)
- 1975 : Karate Bearfighter (けんか空手 極真無頼拳, Kenka karate: Kyokushin burai ken?)
- 1976 : Karate Warriors (子連れ殺人拳, Kozure satsujin ken?)
- 1977 : Sākitto no ōkami (サーキットの狼?)
- 1977 : Karate for Life (空手バカ一代, Karate baka ichidai?)
- 1977 : Kochira Katsushika-ku Kameari kōen mae hashutsujo (こちら葛飾区亀有公園前派出所?)